# Technische Hochschule Ostwestfalen-Lippe

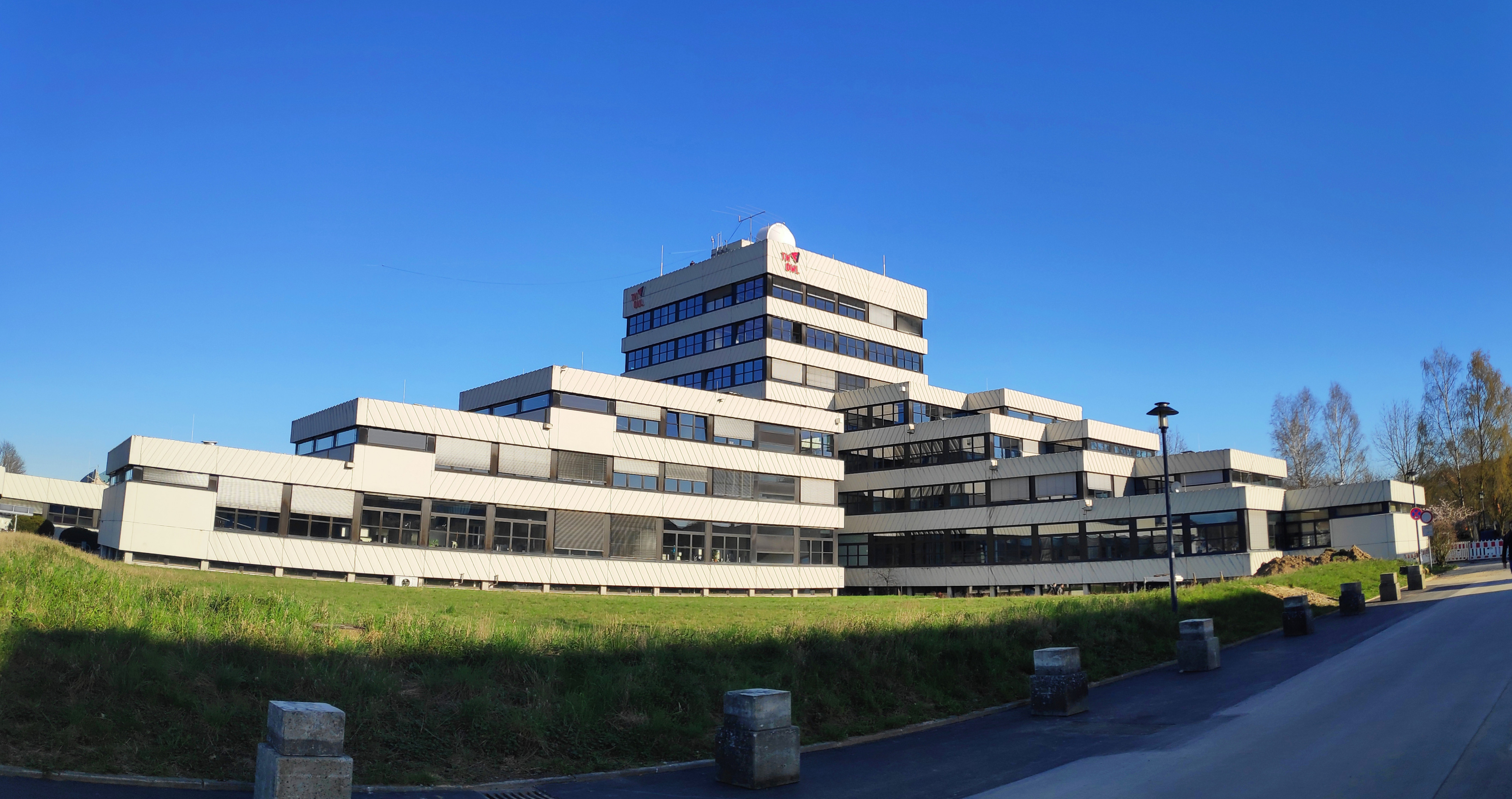
Hauptgebäude der Technischen Hochschule OWL auf dem Campus Lemgo (2019)

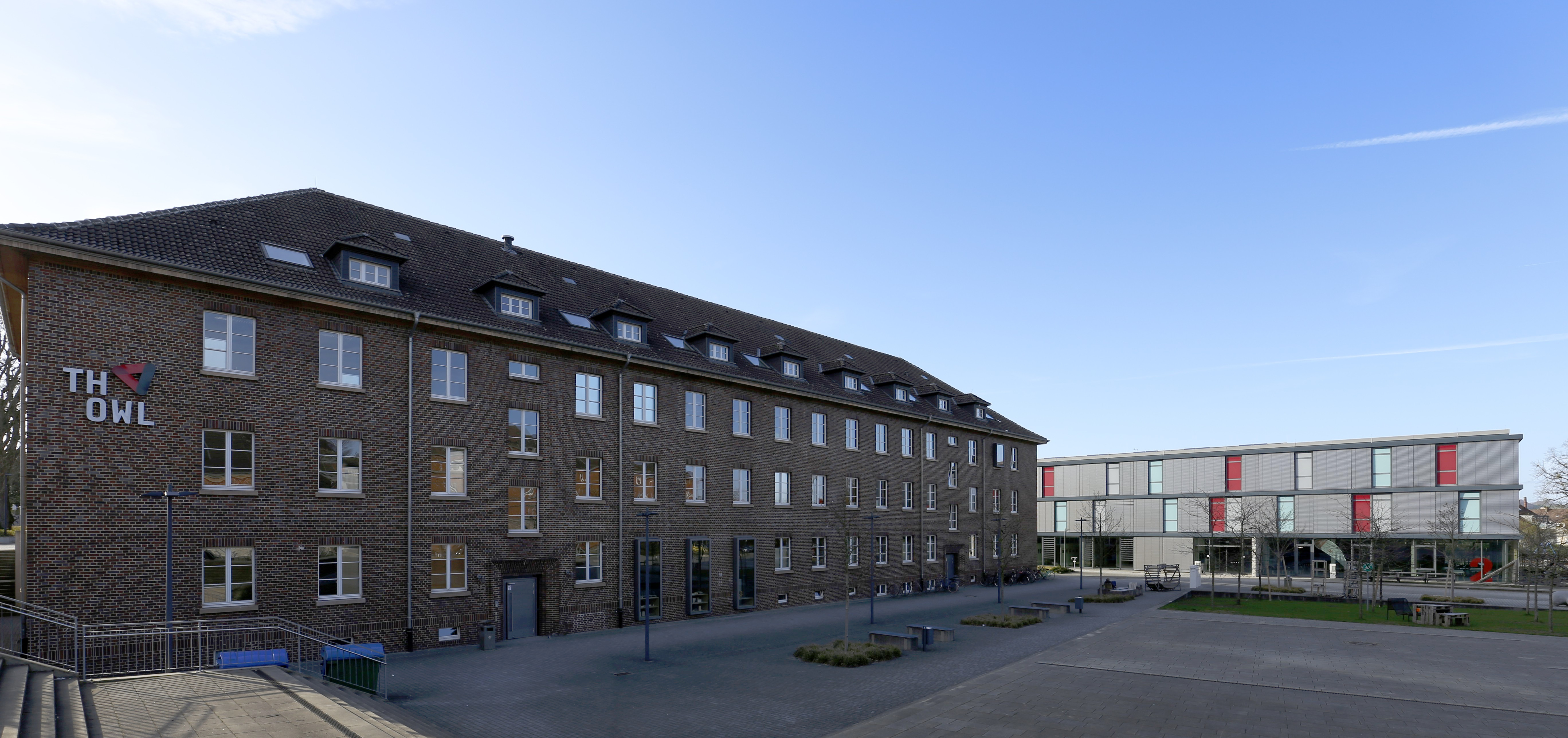
Campus Detmold (2019)

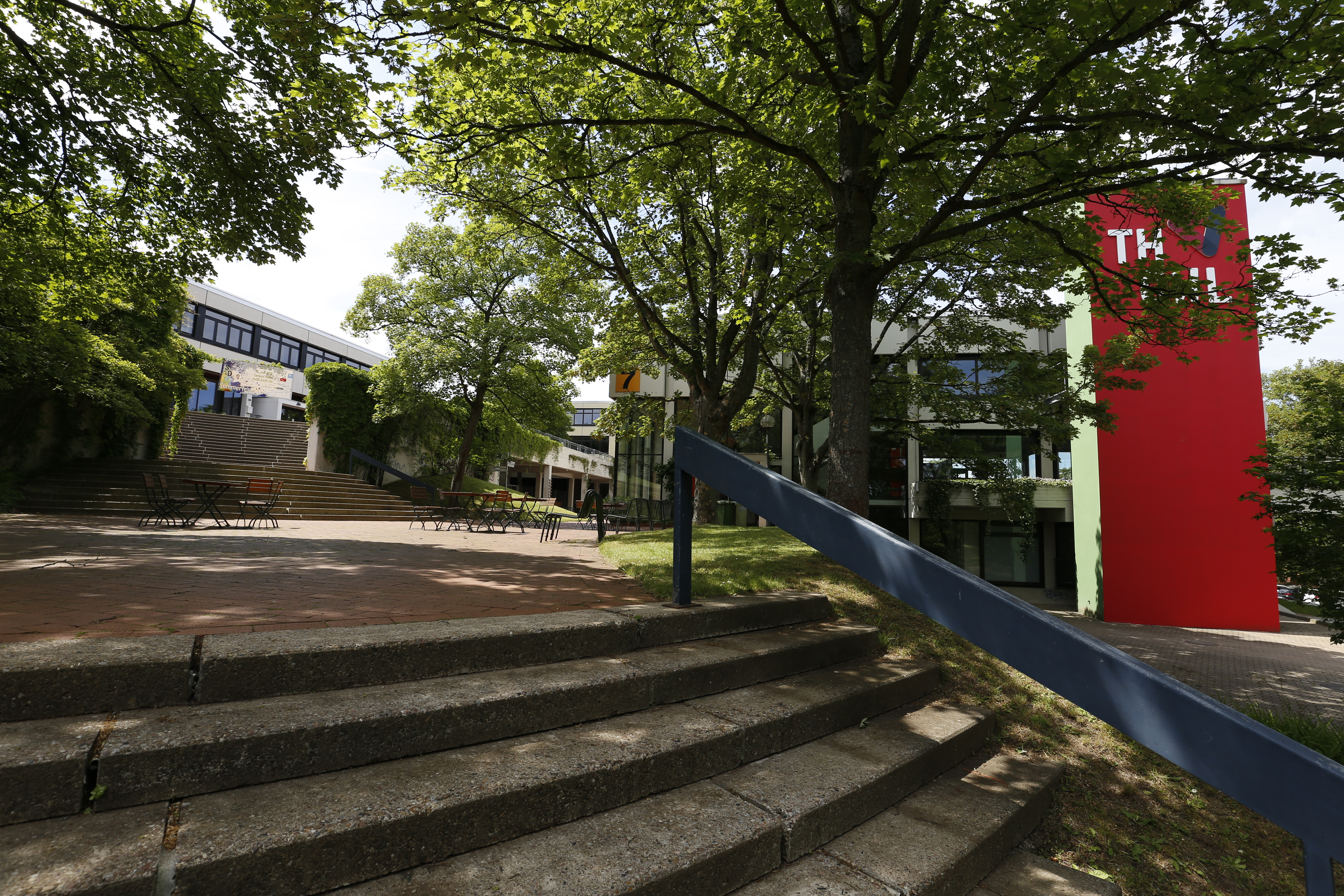
Campus Höxter (2019)

Die Technische Hochschule Ostwestfalen-Lippe (kurz THOWL) ist eine Hochschule für angewandte Wissenschaften (HAW) mit Promotionsmöglichkeit in Ostwestfalen-Lippe mit Sitz in Lemgo.  Weitere Standorte befinden sich in Detmold und Höxter. Es werden etwa 5700 Studenten von 173 Professoren und rund 550 weiteren Mitarbeitern in Forschung, Lehre und Verwaltung betreut.

## Standorte
Die THOWL hat drei Standorte:
Lemgo ⊙ bildet den ingenieurwissenschaftlichen Schwerpunkt der Technischen Hochschule OWL. Die Fachbereiche Life Science Technologies, Elektrotechnik und Technische Informatik, Maschinenbau und Mechatronik, Produktion und Wirtschaft sowie Wirtschaftswissenschaften sind auf dem 1971 neu geschaffenen Campus im Lüttfeld im Süden der Stadt untergebracht. Die Hochschule, das Fraunhofer-Institut, das Centrum Industrial IT und die SmartFactoryOWL, die Berufskollegs, verschiedene Studentenwohnheime und die Phoenix Contact Arena bilden den Innovation Campus Lemgo (Innovation englisch ausgesprochen).
Detmold ⊙ beherbergt die Fachbereiche Detmolder Schule für Architektur und Innenarchitektur, Medienproduktion und Bauingenieurwesen. Die Fachbereiche sind in den Gebäuden der früheren Emilienkaserne (Kaserne III der Stadt) untergebracht. 2008 wurden diese Bestandsgebäude um zwei neue Lehr-/Forschungs- bzw. Laborgebäude ergänzt. Die Medienproduktion ist seit 2022 mit einem im näheren Umfeld des Campus gelegenen Gebäude in Detmold verortet.
In Detmold wird gemeinsam mit der Musikhochschule Detmold das 2013 gegründete Zentrum für Musik- und Filminformatik (ZeMFI) betrieben, dass der Wissenschaft und Ausbildung in der interdisziplinären Überschneidung von Informatik, Musik und Medienproduktion gewidmet ist.
Höxter ⊙ beherbergt die Fachbereiche Umweltingenieurwesen und Angewandte Informatik und Landschaftsarchitektur und Umweltplanung.
Hinzu kam 2022 ein Lernort in Herford.

## Geschichte
Bereits 1891 gab es in Lemgo ein Technikum, an dem man auch Elektrotechnik und Maschinenbau studieren konnte. Im Jahr 1900 wurde von Architekt Thoke ein Neubau an der Stiftstraße entworfen, der Platz für die rund 150 Studierenden des WS 1900/01 bot.

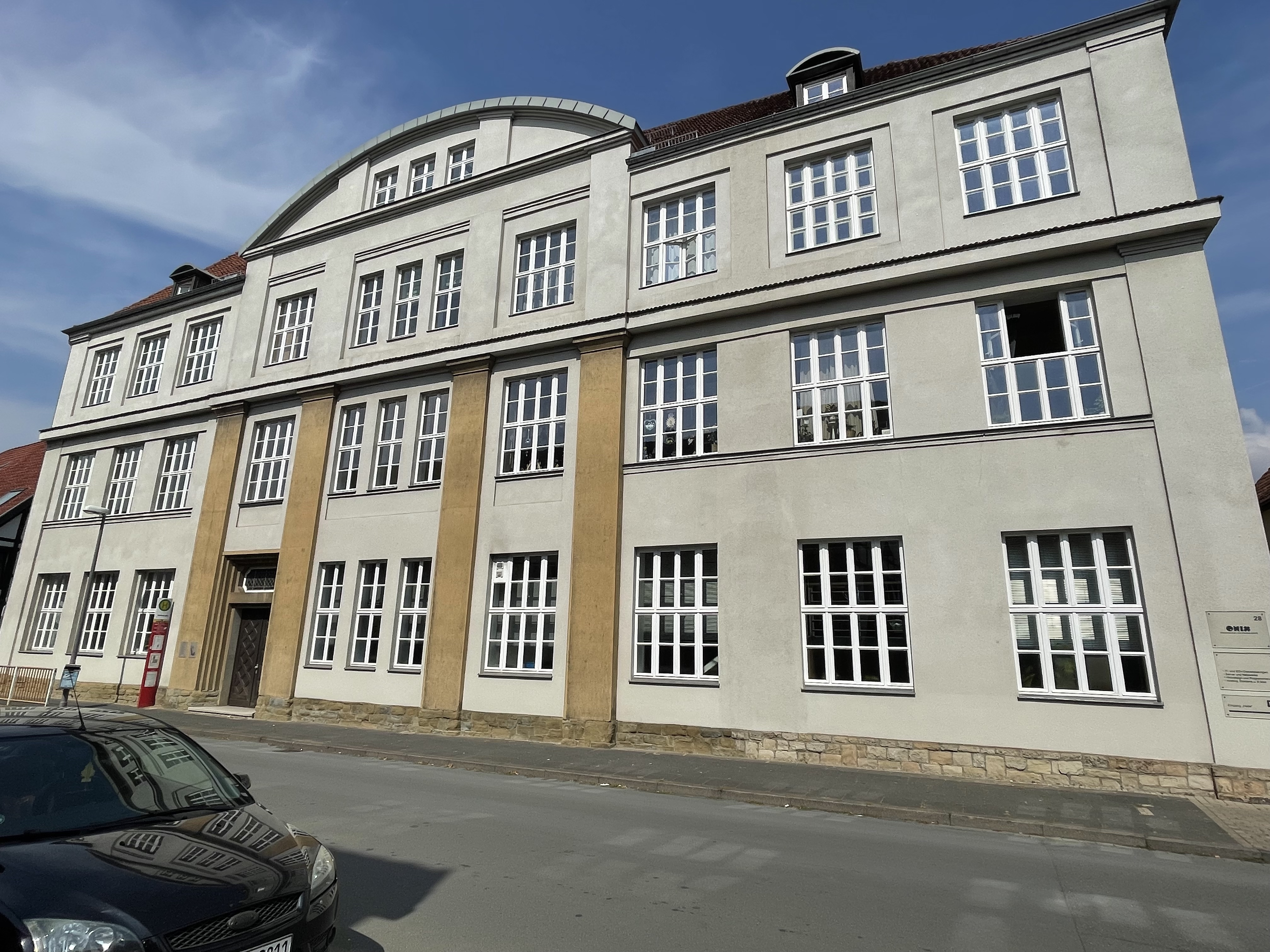
Das Technikum Lemgo in der Stiftstraße ist ein Vorläufer der heutigen Technischen Hochschule OWL (2022).

Als Nachfolgeeinrichtung gab es in den 1920er und 1930er Jahren in Lemgo eine Ingenieurschule, die 1938 geschlossen wurde, weil die meisten Studenten und Dozenten zur Wehrmacht wechselten. Im Zuge der Neugründungen staatlicher Ingenieurschulen nahm die „Staatliche Ingenieurschule für Maschinenwesen Lemgo“ am 1. Oktober 1964 ihren Betrieb mit 36 Studenten des Maschinenbaus auf. Diese staatliche Ingenieurschule sollte die private Ingenieurschule Lage ersetzen. Die Unterbringung erfolgte zunächst im Lindenhaus und in der Schule in der Echternstraße. Als zweite Abteilung wurde am 1. Oktober 1965 die Fachrichtung Maschinenbau-Fertigungstechnik eingerichtet, heute der Fachbereich 7 „Produktion und Wirtschaft“ und am 1. April 1966 als dritte Abteilung die Fachrichtung „Allgemeine Elektrotechnik“, heute der Fachbereich 5 „Elektrotechnik und Technische Informatik“
Die Staatliche Ingenieurschule für Maschinenwesen Lemgo wurde dann mit ihren drei Abteilungen Teil der am 1. August 1971 gegründeten „Fachhochschule Lippe“ mit Sitz in Lemgo.
Im Zuge der Hochschulneuordnung in Nordrhein-Westfalen und der damit verbundenen Abschaffung der Gesamthochschulen wurde zum 1. Januar 2002 die Abteilung Höxter der Universität-Gesamthochschule Paderborn nun Teil der Hochschule Lippe, die seitdem „Fachhochschule Lippe und Höxter“ (FH LuH) hieß und drei Standorte hatte: Lemgo, Detmold und Höxter. 2007 beschloss der Senat die Umbenennung in „Hochschule Ostwestfalen-Lippe“ mit Wirkung zum 1. Januar 2008. Begründet wurde dies mit der Breite des Studienangebots und der damit verblassenden Spezialisierung sowie als Bekenntnis zur Region.
Im Rahmen des Ausbaus der Fachhochschulen in Nordrhein-Westfalen wurde 2009 der Studienort Warburg ⊙ eingerichtet.
Nachdem dieses Modell hinter den Erwartungen zurückgeblieben war, wurde in das Wintersemester 2014/15 mit einem neuen Studiengang gestartet. Der zulassungsfreie Studiengang „Betriebswirtschaftslehre für kleine und mittlere Unternehmen“ kann komplett in Warburg absolviert werden. Im Oktober 2018 gab die Hochschule OWL bekannt, dass sie den Studienort Warburg im Jahr 2020 schließen wird.
Im September 2018 wurde bekanntgegeben, dass sich die Hochschule OWL ab April 2019 Technische Hochschule Ostwestfalen-Lippe nennt.
Ab November 2022 haben diejenigen Professoren der TH-OWL, die gleichzeitig professorales Mitglied in einer der acht Abteilungen des Promotionskollegs NRW sind, das Promotionsrecht verliehen bekommen.
Ende 2024 wurden Entwicklungsplanungen der Hochschule bekanntgegeben, die darauf hinauslaufen, den Standort Höxter zu schließen und die dortigen Studiengänge an die Standorte Lemgo bzw. Detmold zu verlagern; die Pläne befinden sich im politischen Raum in einer strittigen Diskussion (Stand Dezember 2024).

## Forschung

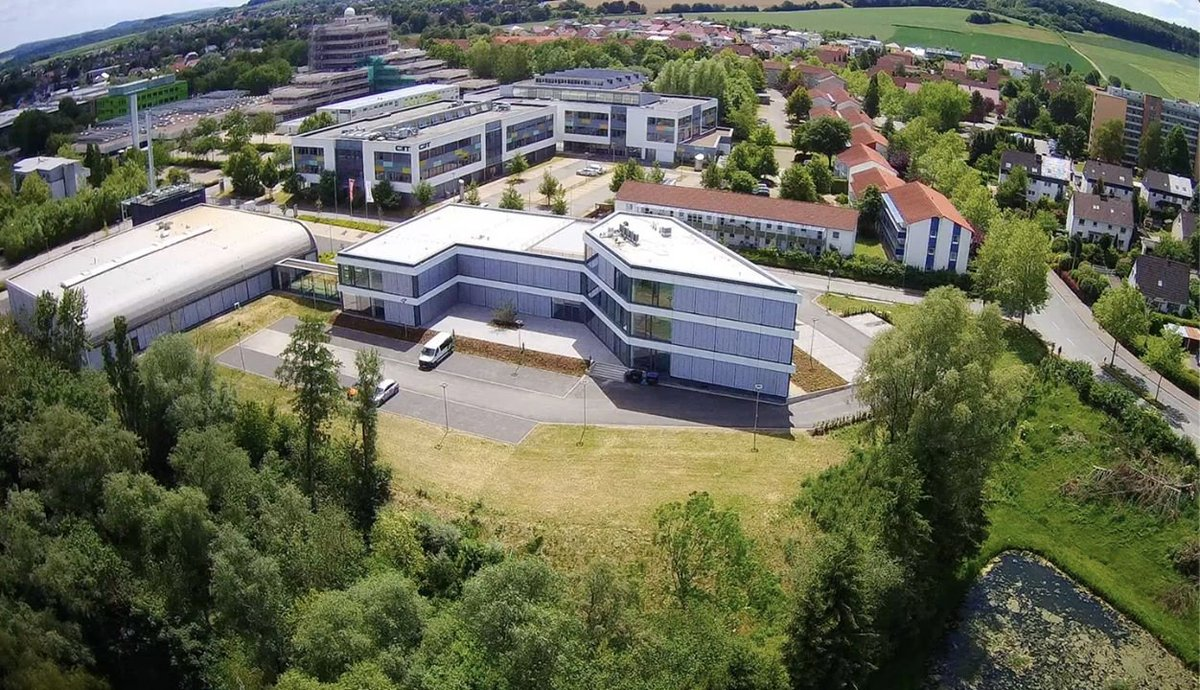
Auf dem Innovation Campus Lemgo bilden das Fraunhofer IOSB-INA (Bildmitte), Centrum Industrial IT, SmartfactoryOWL und Institut für industrielle Informationstechnik der TH OWL das Cluster Industrial Automation im Technologienetzwerk it’s OWL (2020)

An der Technischen Hochschule OWL wird Forschung in verschiedenen Bereichen betrieben, insbesondere jedoch auf dem Gebiet der IT-basierten Automatisierungstechnik und der Lebensmittelsicherheit. Diese beiden Profilbereiche wurden als Kompetenzplattformen vom Land NRW gefördert.
Aus diesen Kompetenzplattformen ist Ende 2006 das Institut für Industrielle Informationstechnik (kurz: inIT) und Anfang 2011 das in NRW erste Forschungsinstitut für Lebensmitteltechnologie (kurz ILT.NRW) entstanden. 2017 wurde das dritte Institut Future Energy – Institut für Energieforschung der Hochschule gegründet. 2021 wurde das Institut für Designstrategien (IDS) am Standort Detmold gegründet.
Der Fachbereich Elektrotechnik und Technische Informatik der Technischen Hochschule OWL zählt zu den forschungsstärksten Fachbereichen an deutschen Universitäten und Fachhochschulen.
Anfang Oktober 2009 wurde das Fraunhofer IOSB-INA am Innovation Campus Lemgo gegründet. Anfang 2012 wurde es zum ersten Fraunhofer-Anwendungszentrum in Kooperation mit einer Fachhochschule in Deutschland ausgebaut und 2017 nach erfolgreicher Evaluation zum Institutsteil für Industrielle Automation aufgewertet.

## Technologie- und Wissenstransfer

### Centrum Industrial IT (CIIT)
Im Rahmen einer Public Private Partnership entstand im Jahr 2010 das Centrum Industrial IT (CIIT) auf dem Innovation Campus Lemgo. Das CIIT ist ein unabhängiges Forschungs- und Transferzentrum, das Informations- und Kommunikationstechnologien für die Intelligente Automation nutzbar machen soll. Unternehmen und Forschungseinrichtungen arbeiten hierzu unter einem Dach in der Gesellschaft CIIT e. V. Das CIIT mit dem Hochschulinstitut inIT und dem Fraunhofer IOSB-INA bildet eines der drei regionalen Leistungszentren des Technologienetzwerkes Intelligente Technische Systeme Ostwestfalen-Lippe (its OWL), das sich in der dritten Förderrunde Anfang 2012 als BMBF-Spitzencluster durchsetzte.

### SmartFactoryOWL
Zusammen mit dem Fraunhofer IOSB-INA betreibt die Technische Hochschule OWL seit 2016 am Campus Lemgo die Forschungsfabrik SmartFactoryOWL. Ziel der Einrichtung ist es, eine herstellerunabhängige reale Produktionsumgebung als Forschungs- und Demonstrationszentrum im Bereich Industrie 4.0 und Arbeit 4.0 zu etablieren. Gleichzeitig wird so ein Testfeld für den Mittelstand realisiert.

### IoT-Reallabor Lemgo Digital
Das Fraunhofer IOSB-INA betreibt seit Anfang 2018 in Kooperation mit der Technischen Hochschule OWL und weiteren Partnern das Reallabor Lemgo Digital als Referenzplattform für die Anwendung von IoT-Technologien in Mittelstädten. Hierzu wird stellvertretend für viele andere Mittelstädte die Innenstadt von Lemgo zu einem Test- und Mitmach-Labor (englisch Living Lab) in Sachen Digitalisierung ausgebaut. Ziel sind übertragbare Innovationen für Mobilität, Einzelhandel und Umwelt. Die Beteiligung von Bürgern und weiteren Nutzern in den gesamten Innovationsprozess stellt ein wichtiges Ziel dieser Initiative dar, die vom Land Nordrhein-Westfalen finanziell unterstützt wird.

### SmartFoodTechnologyOWL
Die erfolgreiche Entwicklung in dem Kompetenzfeld der IKT-basierten Automation soll durch die Zusammenführung von Industrie-4.0-Kompetenzen und lebensmitteltechnologischem Know-how von Hochschule und Partnern fortgesetzt werden. Hierzu konnte sich die Hochschule 2016 als eine von 10 Fachhochschulen in Deutschland mit dem Strategiekonzept „SmartFoodTechnologyOWL“ durchsetzen.

### Innovation Campus Lemgo
2016 wurde mit dem Innovation Campus Lemgo ein neues Großprojekt der Region bekanntgegeben. Es soll ein neues Ökosystem für die digitale Wirtschaft in Ostwestfalen-Lippe entstehen, das vorhandene und neue Akteure durchgängig entlang der Innovationskette Bildung – Forschung – Wirtschaft vernetzt. Hierzu werden die beiden Berufskollegs Lüttfeld und Hanse, das Fraunhofer IOSB-INA, die Technische Hochschule OWL, Technologiezentren (wie SmartFactoryOWL) und Innovationszentren (wie Centrum Industrial IT) eng zusammenarbeiten. Mit der Phoenix Contact Arena steht auf dem Campus eine multifunktionelle Veranstaltungslocation zur Verfügung. Bisherige Flächen sollen aufgewertet, neue Plätze mit hoher Aufenthaltsqualität entstehen sowie weitere Forschungseinrichtungen und Unternehmen angesiedelt werden.
Auf dem Innovation Campus Lemgo bietet der Landesverband Lippe über 300 teilmöblierte Apartments in mehreren Studentenwohnheimen an. 2013 sind am Innovation Campus Lemgo weitere Studentenwohnheime in privater Trägerschaft mit über 100 Apartments entstanden.
2018 wurden weitere 150 Apartments auf dem Innovation Campus errichtet.

## Lehre
Die Technische Hochschule OWL bietet derzeit 32 Bachelor- und 20 Masterstudiengänge.

### Promotionsmöglichkeit
Ab Ende 2022 haben diejenigen Professoren der TH-OWL, die gleichzeitig professorales Mitglied in einer der acht Abteilungen des Promotionskollegs NRW sind, das Promotionsrecht.
Seit Dezember 2015 gibt es an der Technischen Hochschule OWL ein fachübergreifendes Graduiertenzentrum.

### Vorläuferinstitutionen
- Baugewerkschule Höxter (gegründet 1864)
- Technikum Lemgo (gegründet 1891)
- Technikum Lage (gegründet 1911)
- Tischlerfachschule Detmold (gegründet 1893 durch den Tischlermeister Ludwig Reineking als Tagesschule; ab 1921 unter dem Leiter Friedrich Meyer Entwicklung zu moderner Fachschule; seit 1954 Fachschule für Holzbetriebstechnik und Innenarchitektur; 1971 Überleitung der Innenarchitekturschule in den Fachbereich „Architektur“ der Fachhochschule Lippe[44])
- Staatliche Ingenieurschule für Maschinenwesen Lemgo (gegründet 1964)
- Fachhochschule Lippe (gegründet 1971)
- Fachhochschule Lippe und Höxter (2002, nach Zusammenschluss der Fachhochschule Lippe mit der Abteilung Höxter als Teil der Universität-Gesamthochschule Paderborn)
- Hochschule Ostwestfalen-Lippe (Umbenennung 2008)

## Rektoren und Präsidenten der heutigen Technischen Hochschule Ostwestfalen-Lippe
| Name                | von  | bis  |
| ------------------- | ---- | ---- |
| Werner Rappaport    | 1971 | 1976 |
| Karl Friedrich Saur | 1976 | 1980 |
| Wolfgang Zimmermann | 1980 | 1984 |
| Dietrich Lehmann    | 1984 | 2002 |
| Tilmann Fischer     | 2002 | 2011 |
| Oliver Herrmann     | 2011 | 2016 |
| Jürgen Krahl        | 2016 |      |

## Hochschulrat
Der Hochschulrat der Technischen Hochschule OWL besteht derzeit aus den folgenden Mitgliedern:
- Antonia B. Kesel, Hochschule Bremen
- Klaus Böhme, Vorsitzender des Bundesfachbereichsvorstands Bildung, Wissenschaft und Forschung bei ver.di
- Andrea Frank, Leiterin des Programmbereichs „Forschung, Transfer und Wissenschafts-dialog“ beim Stifterverband Bildung, Wissenschaft, Innovation sowie Geschäftsführung der Stiftung Bildung und Gesellschaft im Stifterverband
- Ernst-Michael Hasse, Ehrenpräsident der Industrie- und Handelskammer Lippe zu Detmold
- Klaus Maas, Leiter des Fachgebiets Umweltinformationssysteme an der Technischen Hochschule OWL
- Claudia Schare, Mitglied des WDR-Verwaltungsrats
- Barbara Schwarze, Hochschule Osnabrück
- Ulrich Stiebel, Geschäftsführer und Teilinhaber der Stiebel Eltron

## Internationale Kooperationen
Die Technische Hochschule OWL unterhält ein internationales Partnernetzwerk mit über 90 Hochschulen.
- Universität Triest, Italien
- University of Alberta, Kanada
- Marmara-Universität, Türkei
- İstanbul Teknik Üniversitesi, Türkei
- Hochschule Halmstad, Schweden
- Fachhochschule Savonia, Finnland
- Universität Novi Sad, Serbien
- University of Florida, USA
- North Dakota State University, USA
- Universität Debrecen, Ungarn
- Polytechnische Universität Madrid, Spanien
- Technische Universität Delft, Niederlande
- Politecnico di Milano, Italien
- Universität Venedig, Italien
- Universidade de Lisboa, Portugal
- Technische Universität Opole, Polen
- Ngee Ann Polytechnic, Singapor
- Université de Lorraine, Frankreich
- German-Jordanian University, Jordanien

## Studienbeiträge
Die Studienbeiträge wurden wie bei vielen Hochschulen zum Wintersemester 2006/2007 auch an der Technischen Hochschule Ostwestfalen-Lippe mit dem Höchstsatz von 500 Euro eingeführt. Die Studierendenschaft stellte im Senat der Hochschule den Antrag auf Senkung der Beiträge auf 350 Euro. Der Senat stimmte am 2. Dezember 2009 mit 13 „Ja“-Stimmen, 7 „Nein“-Stimmen und einer Enthaltung für den Antrag der Studenten; im Sommersemester 2010 wurden entsprechend Beiträge in Höhe von 350 Euro erhoben. Zum Wintersemester 2011/2012 trat die Abschaffung der Studiengebühren durch die Landesregierung von Nordrhein-Westfalen in Kraft.

## Studentische Institutionen
Im Jahr 2008 gründete sich das OWL-Racing-Team als Formula Student Team der Hochschule am Standort Lemgo. Dieses Team nimmt am internationalen Konstruktionswettbewerb der Formula SAE teil, bei dem Studententeams aus der ganzen Welt mit selbst konstruierten und gefertigten Rennwagen gegeneinander antreten.
Das Campusradio Triquency wird an allen drei Standorten terrestrisch ausgestrahlt. Zusätzlich gibt es einen Internetstream. Außerdem gibt es mit Dreist.tv einen von Studenten betriebenen Hochschulsender (IPTV).
Auf dem Gelände des Standortes Höxter wird eine meteorologische Station Campuswetter betrieben, die es ermöglicht, Meteorologie bzw. Prozessinformatik mit praktischen Bezug zu lehren. Die Daten der Station werden in Echtzeit im Internet präsentiert.

## Sternwarte
Die Dr.-Waldemar-Reinecke-Sternwarte der TH-OWL in Lemgo dient der Ausbildung und Öffentlichkeitsarbeit. Sie ist mit einem 17" Planewave CDK Widefield Spiegelteleskop und einem Takahashi FQS 106 Refraktor ausgestattet.  Die Sternwarte wird für Astrofotografie, visuelle Beobachtungen und Führungen genutzt. Regelmäßig werden Vorträge zu astronomischen Themen angeboten. Die Kuppel wurde 2015 erneuert. Ein weiterer Standort für Astrofotografie in Frankreich wurde bis 2017 genutzt, dessen Geräte dann nach Lemgo kamen. Die Sternwarte ist nach Dr. Waldemar Reinecke benannt, der sich für die Gründung der heutigen TH-OWL einsetzte.